# Michaił Drużynin
Michaił Iwanowicz Drużynin (ros. Михаил Иванович Дружинин, ur. 15 września 1920 we wsi Diemjancewo w rejonie bieżeckim, zm. 31 marca 1996 w Moskwie) – radziecki generał pułkownik, Bohater Związku Radzieckiego (1945).

## Życiorys
Skończył szkołę średnią, w listopadzie 1939 został wcielony do Armii Czerwonej, skończył szkołę młodszych dowódców w Symferopolu, potem pracował w tej szkole. Po ataku Niemiec na ZSRR brał udział w działaniach wojennych na Krymie i na Froncie Południowym, od końca 1941 był pomocnikiem dowódcy plutonu w Samodzielnej 11 Brygadzie Piechoty w obwodzie orenburskim. Od marca 1943 do 1944 był elewem Moskiewskiej Szkoły Wojskowo-Politycznej im. Lenina, od 1943 należał do WKP(b), od maja 1944 ponownie uczestniczył w walkach frontowych, brał udział w operacji białoruskiej, szczególnie wyróżnił się w walkach nad rzeką Łuczesą 23-27 czerwca 1944. Uczestnik operacji gumbinnen-gołdapskiej w listopadzie 1944 i wschodniopruskiej w kwietniu 1945, w sierpniu 1945 uczestnik walk z japońską Armią Kwantuńską. W 1948 ukończył Smoleńską Wojskowo-Polityczną Szkołę Propagandzistów, 1955 Wyższy Instytut Wojskowo-Pedagogiczny im. Kalinina, a 1962 Wojskową Akademię Sztabu Generalnego. Od grudnia 1948 do października 1955 starszy instruktor ds. pracy komsomolskiej Zarządu Politycznego Wojsk Obrony Powietrznej, potem zastępca szefa, a od sierpnia 1957 do marca 1962 szef Wydziału Politycznego Dywizji Zmotoryzowanej, od marca 1962 do lutego 1963 I zastępca szefa Wydziału Politycznego 43 Armii Wojsk Rakietowych Strategicznego Przeznaczenia ZSRR w Winnicy. Od lutego 1963 do października 1969 szef Wydziału Politycznego - zastępca dowódcy doświadczalnego poligonu nr 5, od października 1969 do października 1973 I zastępca szefa Zarządu Politycznego Kijowskiego Okręgu Wojskowego, od października 1973 do lipca 1975 szef Zarządu Politycznego Nadwołżańskiego Okręgu Wojskowego. Od lipca 1975 do marca 1979 członek Rady Wojskowej - szef Zarządu Politycznego Dalekowschodniego Okręgu Wojskowego, 1978 otrzymał stopień generała pułkownika, od marca 1979 do maja 1985 członek Rady Wojskowej - szef Zarządu Politycznego Głównego Dowództwa Wojsk Dalekiego Wschodu, od maja 1985 do listopada 1987 szef Wydziału Politycznego Wojskowej Akademii Sztabu Generalnego Sił Zbrojnych ZSRR im. Woroszyłowa, następnie zakończył służbę wojskową. 1981-1988 zastępca członka KC KPZR, 1974-1989 deputowany do Rady Najwyższej RFSRR od 9 do 11 kadencji. Pochowany na Cmentarzu Kuncewskim.

## Odznaczenia
- Złota Gwiazda Bohatera Związku Radzieckiego (24 marca 1945)
- Order Lenina (1945)
- Order Rewolucji Październikowej (1980)
- Order Wojny Ojczyźnianej I klasy (dwukrotnie - 1945 i 1985)
- Order Wojny Ojczyźnianej II klasy (1944)
- Order Czerwonego Sztandaru Pracy (1966)
- Order Czerwonej Gwiazdy (trzykrotnie - 1945, 1954 i 1976)
- Order „Za służbę Ojczyźnie w Siłach Zbrojnych ZSRR” III klasy (1976)

i inne.